# 6644 Jugaku
6644 Jugaku è un asteroide della fascia principale. Scoperto nel 1991, presenta un'orbita caratterizzata da un semiasse maggiore pari a 3,2045865 UA e da un'eccentricità di 0,1392080, inclinata di 5,41546° rispetto all'eclittica.